# Joseph Schildkraut
Joseph Schildkraut (ur. 22 marca 1896 w Wiedniu, zm. 21 stycznia 1964 w Nowym Jorku) – austriacko-amerykański aktor filmowy, teatralny i telewizyjny, laureat Oscara za drugoplanową rolę w filmie Życie Emila Zoli (1937).

## Życiorys
Joseph Schildkraut urodził się w Wiedniu jako syn żydowskiego aktora Rudolpha Schildkrauta (1862-1930) i Erny Weinstein (1869-1940).
Młody Schildkraut przeniósł się do Stanów Zjednoczonych na początku roku 1915. Zagrał tam w wielu broadwayowskich produkcjach. Wśród spektakli, z jego udziałem było wiele produkcji Peera Gynta. W 1921 roku, Schildkraut zagrał tytułową rolę w pierwszej amerykańskiej produkcji scenicznej dzieła Ferenca Molnára – Liliom. Następnie rozpoczął pracę w niemych filmach. Pierwszy raz na dużym ekranie pojawiła się u boku Lillian Gish w filmie Dwie sieroty z roku 1921, w reżyserii DW Griffitha). Popularność przyniosła mu rola w filmie Życie Emila Zoli, za którą zdobył Oscara. W latach 30. i 40. wystąpił w kilkudziesięciu filmach m.in. w filmie Maria Antonina (film 1938) u boku Normy Shearer i Tyrone’a Powera, Trzej muszkieterowie (1939) czy Sklep za rogiem (1941). Kolejnym sukcesem w jego karierze okazał się film Pamiętnik Anny Frank (film) z 1959 roku w którym zagrał ojca Anny – Otto Franka, przyniósł on mu nominacje do nagrody Złoty Glob. W roku 1963 został nominowany do nagrody Emmy za występ w serialu Sam Benedict. Ostatni raz pojawił się na ekranie grając rolę Nikodema w filmie Opowieść wszech czasów wydanym już po jego śmierci.
Był trzykrotnie żonaty. Nie miał dzieci.
Schildkraut zmarł na zawał serca w Nowym Jorku w wieku 68 lat. Został pochowany w Hollywood Forever Cemetery w Hollywood.
Za zasługi dla przemysłu filmowego, został uhonorowany gwiazdą na Hollywood Walk of Fame przy 6780 Hollywood Bulevard.

## Filmografia
- 1915: Schlemihl jako Jakob
- 1919: Die Schwarze Fahne jako Raymon
- 1921: Dwie sieroty jako Kawaler de Vaudrey
- 1925: Droga do jutra jako Kenneth Paulton
- 1929: Statek komediantów jako Gaylord Ravenal
- 1930: Night Ride jako Joe Rocker
- 1934: Kleopatra jako Herod Wielki
- 1937: Życie Emila Zoli jako Alfred Dreyfus
- 1938: Maria Antonina (film 1938) jako Djuk d’Orléans
- 1939: Trzej muszkieterowie jako Ludwik XIII
- 1941: Sklep na rogu jako Ferench Vadas
- 1945: Płomień Barbary Coast jako Tito Morell
- 1947: Northwest Outpost jako hrabia Igor Savin
- 1952: Hamlet jako Klaudiusz
- 1956: The Hammer and the Sword jako baron von Steuben
- 1959: Pamiętnik Anny Frank (film) jako Otto Frank
- 1962: The Story of Arnold Rothstein jako Abraham Rothstein
- 1965: Opowieść wszech czasów jako Nikodem

## Nagrody
- Nagroda Akademii Filmowej 1938: Życie Emila Zoli (najlepszy aktor drugoplanowy)